# Dicranoweisia subglobosa
Dicranoweisia subglobosa là một loài Rêu trong họ Dicranaceae. Loài này được (Herzog) S. He mô tả khoa học đầu tiên năm 1998.